# فورينو
فورينو (بالإيطالية: Forino)‏ هي مدينة وكومونا في مقاطعة أفيلينو في كمبانية، جنوب إيطاليا.